# Diocese de Juazeiro
A Diocese de Juazeiro (Dioecesis Inazeirensis) é uma circunscrição eclesiástica da Igreja Católica no estado brasileiro da Bahia, que tem como bispo eleito Dom Valdemir Vicente e pertencente ao Regional Nordeste III da CNBB.

## História
A Diocese de Juazeiro foi criada em 21 de julho de 1962, pelo Papa João XXIII, pela bula Christi Ecclesia (Igreja de Cristo), sendo instalada em 10 de fevereiro de 1963, com a posse do primeiro bispo, Dom Tomás Guilherme Murphy C.SS.R., que faleceu nos Estados Unidos em 6 de julho de 1995.
A Diocese de Juazeiro é formada por nove municípios: Casa Nova, Campo Alegre de Lourdes, Curaçá, Juazeiro, Pilão Arcado, Remanso, Sento Sé, Sobradinho e Uauá. Essa população, nesta extensa área, é atendida por 14 paróquias, sendo 6 em Juazeiro e 8 em outros municípios.

## Administração diocesana
Ao longo de sua história, a diocese teve quatro bispos.
|        | Nome                                 | Período    | Notas                                 |
| Bispos | Bispos                               | Bispos     | Bispos                                |
| ------ | ------------------------------------ | ---------- | ------------------------------------- |
| 5º     | Valdemir Vicente Andrade Santos      | 2024-      | Atual                                 |
| 4º     | Carlos Alberto Breis Pereira, O.F.M. | 2016-2023  | Nomeado arcebispo coadjutor de Maceió |
| 3º     | José Geraldo da Cruz, A.A.           | 2003- 2016 |                                       |
| 2º     | José Rodrigues de Souza, C.Ss.R.     | 1974-2003  |                                       |
| 1º     | Tomás Guilherme Murphy, C.Ss.R.      | 1962-1974  | Nomeado bispo auxiliar de Salvador    |